# Bernhard Bette

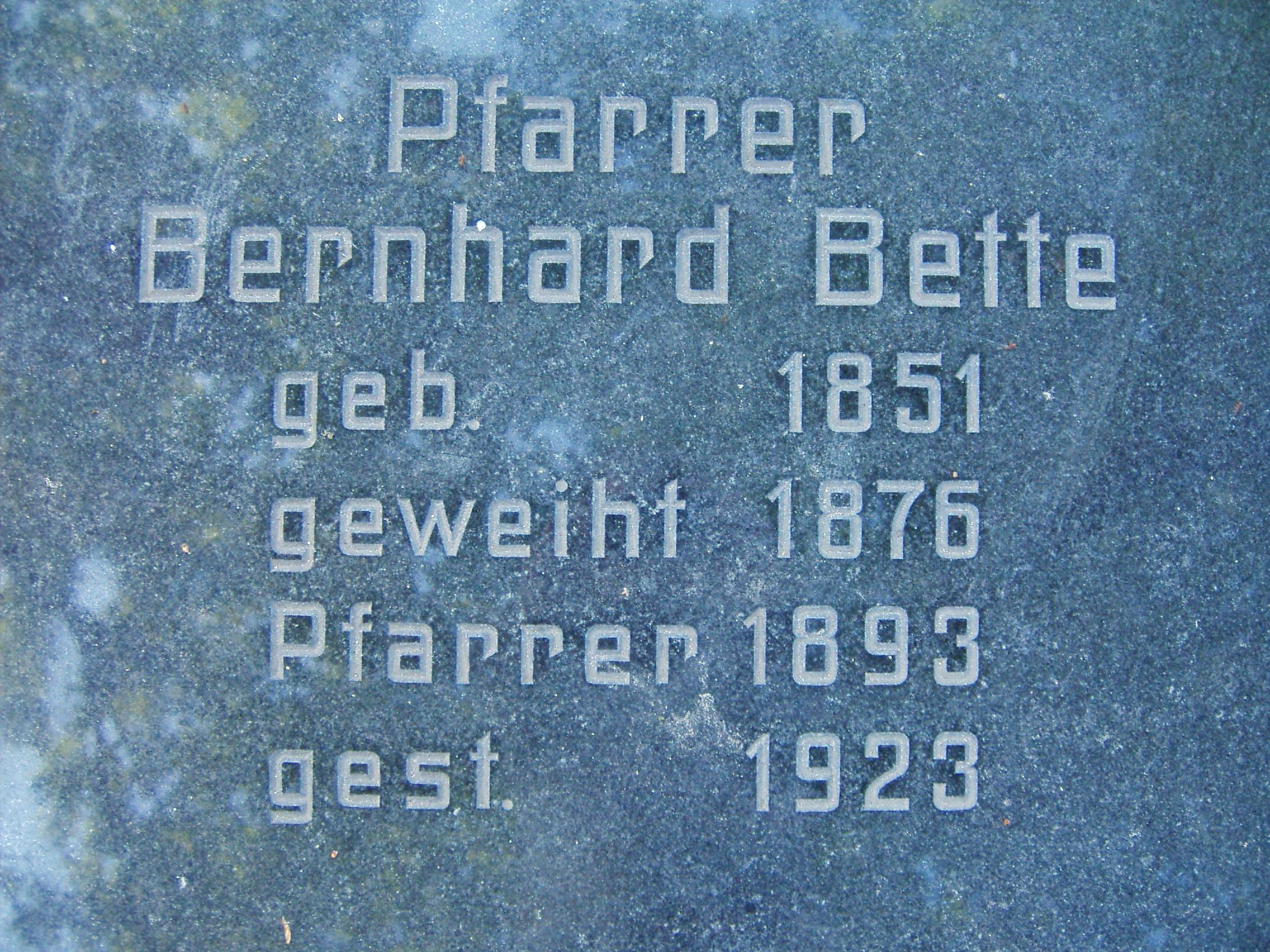
Grabplatte auf dem Grab von Pfarrer Bernhard Bette

Bernhard Bette (* 1851; † 7. April 1923 in Neuenkirchen) war ein deutscher römisch-katholischer Geistlicher. 
Im Jahr 1876 wurde er zum Priester geweiht und war vom 3. Mai 1893 bis 1923 Pfarrer in Neuenkirchen. Er war die treibende Kraft für den Neubau eines größeren Gotteshauses, und in seiner Amtszeit wurde die neue St.-Anna-Kirche im neoromanischen Stil erbaut. Sein Grab befindet sich auf dem katholischen Friedhof in Neuenkirchen.
In Anerkennung seiner Verdienste für die Gemeinde ist eine Wohnstraße nach ihm benannt (Pfarrer-Bette-Straße).
| Personendaten    | Personendaten                              |
| ---------------- | ------------------------------------------ |
| NAME             | Bette, Bernhard                            |
| KURZBESCHREIBUNG | deutscher römisch-katholischer Geistlicher |
| GEBURTSDATUM     | 1851                                       |
| STERBEDATUM      | 7. April 1923                              |
| STERBEORT        | Neuenkirchen (Kreis Steinfurt)             |